# Little Bighorn River
Little Bighorn River är en 222 km lång biflod till Bighorn River i de amerikanska delstaterna Wyoming och Montana. Slaget vid Little Bighorn utkämpades på dess strandbankar 1876, liksom slaget vid Crow Agency 1887. Little Bighorn stiger i norra Wyoming längs norra sidan av Bighorn Mountains. Den flödar norrut in Montana och över Crow Indian Reservation förbi orterna Wyola, Lodge Grass och Crow Agency och ansluter sig till Bighorn nära orten Hardin.
Platsen för slaget, som numera inkluderar området för Little Bighorn Battlefield National Monument, ligger ungefär åtta kilometer söder om Crow Agency, på östra sidan av floden.

## Olika namn
Little Bighorn River har också varit känd som: Custer River, Greasy Grass River (Lakota name) och Great Horn River.